# Lafayette (Oregon)
Lafayette è una città degli Stati Uniti d'America situata nell'Oregon, nella Contea di Yamhill.